# Контрактор, Диньяр
Диньяр Контрактор (гудж. ડિનિયર કોન્ટ્રાક્ટર; 23 января 1946 или 23 января 1941, Бомбей, Британская Индия — 5 июня 2019, Мумбаи) — индийский актёр кино, телевидения и театра на хинди и гуджарати. За вклад в области искусства награждён четвёртым по значимости гражданским орденом Индии Падма Шри в 2019 году.

## Биография
Родился и вырос в семье парсов в Бомбее. С детства любил театр и хотел играть на сцене. Однако в итоге решил связать карьеру с медициной и поступил в KC колледж, после чего следующие 19 лет проработал в фармацевтической промышленности, устроившись в Rallis India Limited, фирму-производитель химикатов для ухода за растениями. С 1966 года он начал регулярно принимать участие в театральных постановках по воскресеньям, поскольку в будние дни был занят на официальной работе. Его первой пьесой была «Mamai Ni Musaafri» Эруха Паври, основанная на старых сказках парсов. Он также ежегодно отправлялся с театральной труппой на 30-дневные гастроли по штату Гуджарат, получая по 35 рупий за представление.
В 1967 году стал одним из основателей парского отделения Индийского народного театра (англ. Parsi Wing of The Indian National Theatre). В 1978 году Диньяр объединился с известным театральным деятелем Бурджором Пателем и театральным режиссёром Ади Марзбаном, совместно поставив множество успешных спектаклей на английском и гуджарати.
Одна из их знаменитых пьес «Aadoshi V / s Padoshi» в 2013 году была исполнена 168 раз за 210 дней. Но наиболее популярной из его работ была комедия «Maro Line Toh Tabiyet Fine» на гуджарати и её версии на английском («No Sex Please Hum Hindustani») и хинди («Hungama Ho Gaya»), выдержавшие более пятисот представлений в 1990—2010-х годах.
Когда в 1972 году в Бомбее начал вещать телевизионный канал Doordarshan, Диньяр начал работать над Aao Marvao Meri Saathe, развлекательной программой на гуджарати.
Впоследствии снялся в фильмах Khiladi (1992), «Игра со смертью» (1993), Badshah (1999), «Чужой ребёнок» (2001), Joggers Park (2003) и 36 China Town (2006) и ситкомах Teri Bhi Chup Meri Bhi Chup (1995), Kabhi Idhar Kabhi Udhar (1996—1999), Do Aur Do Paanch (1998—1999), Hum Sab Ek Hai (1998—2001), Shubh Mangal Savdhan (2002—2004), Khichdi (2004), Shriman Shrimati (2003—2005) и Tarak Mehta ka Oolta Chasham (2008).
Роль в сериале Pappa Ni Parliament на гуджарати в 2004 году принесла ему награду «Лучший актер».
Актёр скончался 6 июня 2019 года в 3:30 из-за заболеваний, связанных с возрастом.